# معاملة الأطفال بجدية
معاملة الأطفال بجدية (تي.سي.اس) , هي حركة أبوية وفلسفة تعليمية , فكرتها الأساسية أنه من المحبب بناء وتعليم الأطفال دون  القيام بأعمال تخالف رغبتهم أو اجبارهم على القيام بأعمال ضد إرادتهم، أي السماح لهم بإبداء رأيهم في اتخاذ القرارت التي تؤثر عليهم.

## نبذة
أنشئت هذه الحركة على يد كل من المحررين سارة فيتز كلاريدج وديفيد دوتش سنة 1994 كقائمة بريد الكتروني. دوتش هو أيضاً عالم فيزياء نظرية في جامعة اكسفورد.
وأول ملاحظة رصدتها حركة (تي.سي.اس) أن معظم التفاعلات التقليدية بين البالغين والأطفال تقوم على الإكراه, حيث أنها ترفض الأكراه باعتباره تعدياً على إرادة الطفل، وترفض أيضا  «التضحية بالذات» من قبل الوالدين أو المربيين باعتباره  مخالفة أو تعدي على إرادتهم.وتؤيد (تي.سي.اس) أن الآباء والأطفال يحاولون جاهدا لإيجاد حلٍ مشترك تفضله جميع الأطراف من بين جميع الحلول المرشحة التي يمكن أن يفكروا بها.
استلهم فلاسفة (تي.سي.اس) أفكارهم من إبستمولوجيا «نظرية المعرفة» لكارل بوبر, حيث أنه كان معلماً محترفاً قبل أن يبدأ العمل بالفلسفة.في الحقيقة، كانت الفلسفة مجرد خيارٍ ثانٍ له في ذلك الوقت، ليتمكن من الهجرة والهرب من الانشلوس الوشيك. كان نشطاً في حركة وينر شولريرد (إصلاح مدرسة فيينا), وهناك علاقة بين سيكولوجيا التعليم حيث قدم على أساسه أطروحته الدكتوراه وفلسفته. بيد أنه بصفته فيلسوفاً، لم يؤيد اتباع أسلوبٍ تربويٍ محدد، رغم أن لديه بعض الآراء العامة بشأن هذه المسألة. وترى حركة (تي سي اس) أن ابستمولوجيا بروبر هي نظرية عالمية لكيفية نمو المعرفة، وتحاول إيجاد آثارها العميقة على نظرية التعليم.